# Головкин, Константин Павлович
Константи́н Па́влович Голо́вкин (17 декабря (старый стиль) 1871, Самара — 26 февраля 1925) — самарский купец, меценат, художник, археолог, краевед, путешественник.

## Биография
Родился в семье купца второй гильдии Павла Ивановича Головкина. С 1882 по 1889 год учился в Самарском реальном училище. Затем, возможно, брал уроки у прибывшего в Самару художника Ф. Е. Бурова, однако систематического художественного образования не получил, оставаясь художником-самоучкой. Работал в традициях русского реалистического искусства. Принимал самое непосредственное участие в культурной жизни города, вместе с другими членами любительского кружка художников участвовал в организации ежегодных выставок картин, которые проходили в Самаре с 1891 по 1916 годы. В 1897 году выступил инициатором создания художественного отделения Самарского городского музея. Вёл летопись самарских выставок и издал книгу «Вся Самара». До настоящего времени дошло лишь несколько картин К. П. Головкина. В собрании Самарского художественного музея их пять, одна картина в Музее Модерна, некоторое количество работ сохранилось в частных собраниях.
Был первым самарским автомобилистом. Его «Опель» в 1904 году доставили по железной дороге из Берлина.
В 1906 году женился на Екатерине Дмитриевне Тютюковой.
В 1908—1909 годах по собственному проекту построил на берегу Волги дачу из пустотелого кирпича и бетонных блоков. Двор дачи художник украсил цементными скульптурами слонов. Дача сохранилась до настоящего времени и известна как "Дом со слонами".
После Гражданской войны в России 1917 года на некоторое время уезжал из Самары в Иркутск, где принимал участие в археологических раскопках. В начале 1920-х годов вернулся в Самару и привёз целый вагон экспонатов для музея, в том числе предметы археологических раскопок. 
В последние годы жизни работал рядовым сотрудником в Самарском губернском архиве. 26 февраля 1925 года скончался в больнице имени Пирогова во время операции. Похоронен на Всехсвятском кладбище около железнодорожного вокзала в Самаре.
17 декабря 2021 года в Самаре на Ленинградской улице возле дома № 72  был торжественно открыт памятник купцу и меценату К. П. Головкину. Бронзовый памятник работы московского скульптора Николая Жукова установлен недалеко от дома, где жил Константин Павлович. Мероприятие явилось завершающим этапом событий, приуроченных к 150-летию со дня рождения Головкина. На церемонии открытия присутствовали глава города Елена Лапушкина, министр культуры Самарской области Татьяна Мрдуляш, депутат Госдумы Александр Хинштейн.